# Cotangente

Grafico della funzione y=cot(x)

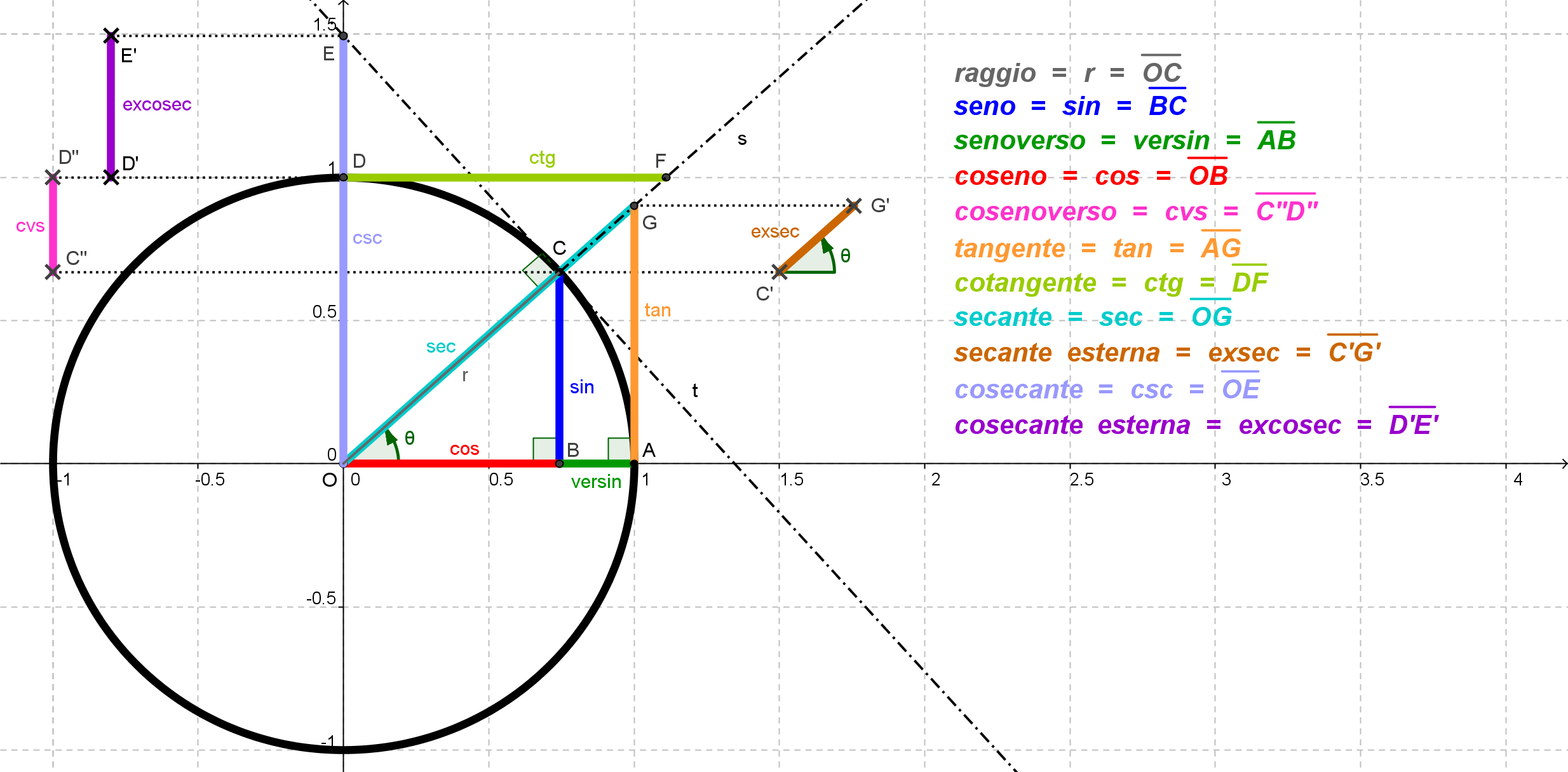
La cotangente di un angolo acuto corrisponde al rapporto fra il cateto ad esso adiacente e quello opposto

In matematica, in particolare in trigonometria, la cotangente di un angolo è definita come la proiezione sull'asse {\displaystyle x} del punto di incontro tra il prolungamento del secondo lato dell'angolo orientato e la retta che tange la circonferenza goniometrica nel punto {\displaystyle (0;1)}. Spesso si usa definirla anche tramite il rapporto tra il coseno ed il seno dello stesso angolo:
{\displaystyle \cot x={\frac {\cos x}{\sin x}}.}
Attenzione: la cotangente non è il reciproco della tangente: {\displaystyle \cot x={\frac {1}{\tan x}}}, come molti libri di matematica riportano, infatti è facile notare che per {\displaystyle x={{\pi } \over {2}}} le due funzioni sono diverse.
In un triangolo rettangolo, la cotangente di un angolo acuto corrisponde al rapporto fra il cateto ad esso adiacente e quello opposto.
La cotangente è una funzione continua nel dominio ed è periodica con periodo minimo {\displaystyle \pi }, cioè {\displaystyle \cot x=\cot(x+k\pi ),k\in \mathbb {Z} }. Non è una funzione limitata, né invertibile. Tuttavia se si restringe il dominio all'intervallo {\displaystyle (0,\pi )} la funzione cotangente ristretta risulta invertibile in quanto strettamente monotona (in particolare strettamente decrescente) in tale intervallo. La funzione inversa della cotangente ristretta all'intervallo {\displaystyle (0,\pi )} prende il nome di arcocotangente.
La derivata della funzione cotangente è
{\displaystyle {\frac {d}{dx}}\cot x=-{\frac {1}{\sin ^{2}x}}=-(1+\cot ^{2}x),}
mentre l'insieme delle sue funzioni primitive è:
{\displaystyle \int \cot {x}\,\mathrm {d} x=\ln {\left|\sin {x}\right|+c}.}
Lo sviluppo di Taylor della funzione cotangente (qui arrestato al quinto ordine) è:
{\displaystyle \cot x={\frac {1}{x}}-{\frac {x}{3}}-{\frac {x^{3}}{45}}-{\frac {2x^{5}}{945}}+o(x^{6}).}
Inoltre la cotangente è una funzione dispari e ciò comporta che:
{\displaystyle \cot(-x)=-\cot x.}
La seguente tabella elenca i principali valori notevoli della funzione cotangente:
| x in radianti | 0                         | {\displaystyle {\frac {\pi }{12}}} | {\displaystyle {\frac {\pi }{6}}} | {\displaystyle {\frac {\pi }{4}}} | {\displaystyle {\frac {\pi }{3}}}      | {\displaystyle {\frac {5\pi }{12}}} | {\displaystyle {\frac {\pi }{2}}} | {\displaystyle \pi }      | {\displaystyle {\frac {3\pi }{2}}} | {\displaystyle 2\pi }     |
| x in gradi    | 0°                        | 15°                                | 30°                               | 45°                               | 60°                                    | 75°                                 | 90°                               | 180°                      | 270°                               | 360°                      |
| ------------- | ------------------------- | ---------------------------------- | --------------------------------- | --------------------------------- | -------------------------------------- | ----------------------------------- | --------------------------------- | ------------------------- | ---------------------------------- | ------------------------- |
| cot(x)        | {\displaystyle \nexists } | {\displaystyle 2+{\sqrt {3}}}      | {\displaystyle {\sqrt {3}}}       | 1                                 | {\displaystyle {\frac {\sqrt {3}}{3}}} | {\displaystyle 2-{\sqrt {3}}}       | 0                                 | {\displaystyle \nexists } | 0                                  | {\displaystyle \nexists } |